# Carl Frederik Wandel
Carl Frederik Wandel, född den 15 augusti 1843 i Köpenhamn, död där den 21 april 1930, var en dansk sjömilitär. Han var farbror till Sigurd Wandel.
Wandel blev löjtnant 1863, kommendör 1892, konteramiral 1899, viceamiral 1905, kommenderande amiral och generalinspektör för Søværnet 1909 samt avgick 1911. Han deltog i "Ingolfs" expedition till Östgrönland 1879, i en amerikansk havsforskningsexpedition 1880 och som chef för Ingolfexpeditionen 1895 och 1896 till vattnen vid Grönland. Wandel var 1889-99 chef för sjökortsarkivet, blev 1895 ordförande i kommissionen för ledningen av de geologiska och geografiska undersökningarna i Grönland och 1914 president i Det Kongelige Danske Geografiske Selskab. Han skrev några sjökrigshistoriska arbeten och Nogle Livserindringer (1923).

## Utmärkelser
- Dannebrogsmännens hederstecken,  1892[5]
- Förtjänstmedaljen i guld,  1896[5]
- Storkors av Dannebrogorden,  1909[5]
- Sankt Mikaels och Sankt Georgsorden

[Redigera Wikidata]